# 莫嘉妮·杜勒
莫嘉妮·杜勒（Morgane Dubled，1984年7月1日—）是一位法國超級名模。她是Victoria's Secret的模特兒之一。